# Montañas Tangra
Las montañas Tangra (en búlgaro Тангра планина, 'Tangra planina' \'tan-gra pla-ni-'na\) (62°40′00″S 60°06′00″O / -62.66667, -60.10000) son la cordillera más importante de la Isla Livingston en las Shetland del Sur, Antártida. Su altura máxima es el monte Friesland de 1700 metros. Recibieron su nombre en el año 2001 en honor del dios búlgaro Tangra.
Se extienden a lo largo de 30 km entre punta Barnard al oeste y punta Renier al este, su anchura es de 8 km. Están limitadas por la bahía Moon y el glaciar Huron al norte, glaciar Huntress al noroeste, bahía Falsa al oeste y el estrecho de Bransfield al suroeste. Constan de tres crestas principales cresta Friesland al oeste, cresta Levski en el centro y cresta Delchev al este.

## Cresta Friesland

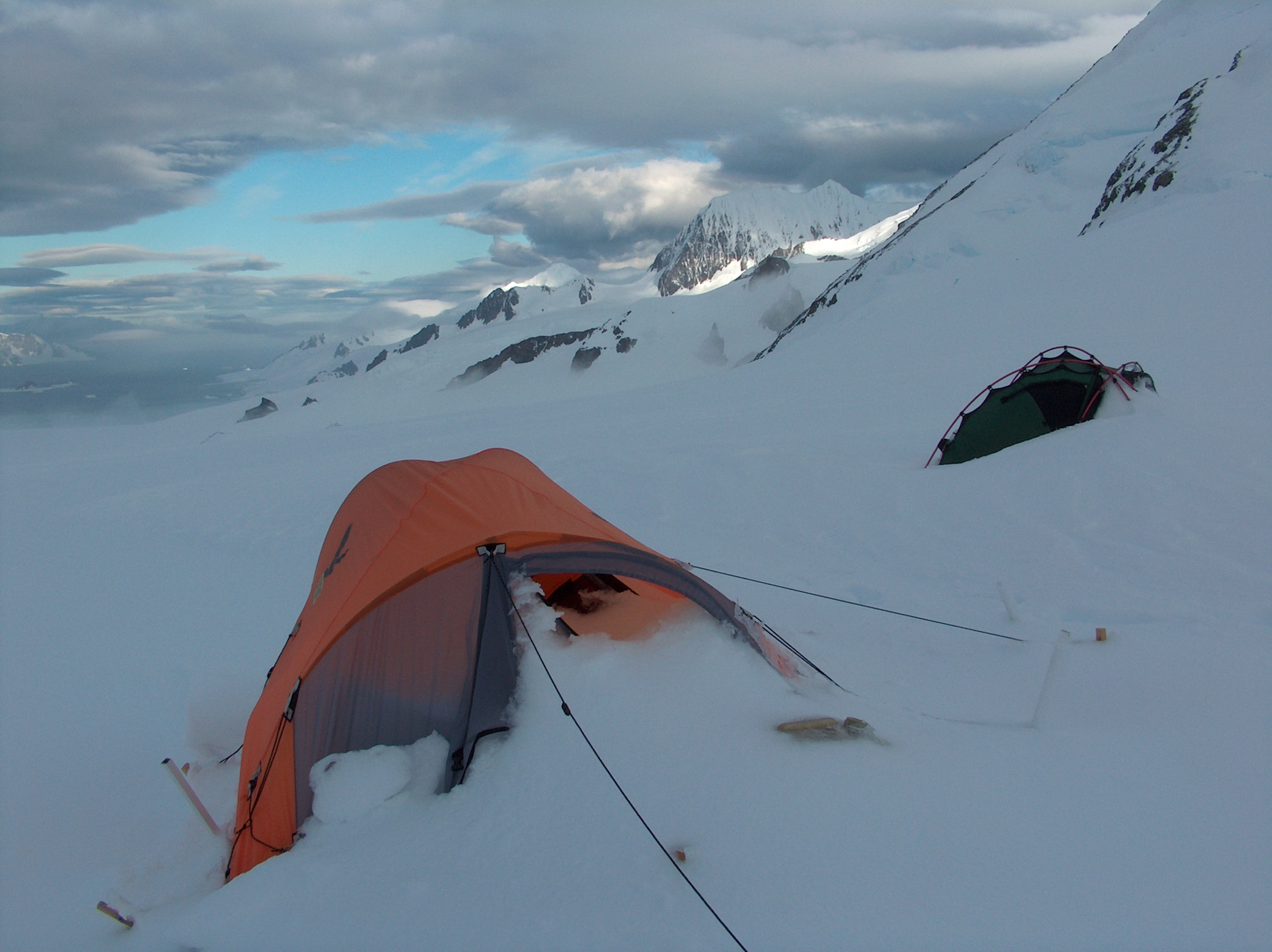
Campamento en la isla Livingston en las Islas Shetland del Sur, Antártida, con la vertiente norte de las montañas Tangra orientales y la entrada sureste al estrecho de McFarlane al fondo.

Se extiende a lo largo de 15.5 km desde punta Botev al suroeste hasta Shipka Saddle en el noreste.  El punto más alto es el monte Friesland (62°40′14.9″S 60°11′10.7″O / -62.670806, -60.186306) que alcanza los 1700 m. Otras cimas importantes son pico St. Boris (1699 m), pico Simeon (1580 m), pico St. Cyril (1505 m), pico Lyaskovets (1473 m), pico Presian (1456 m), pico St. Methodius (1180 m), pico Academia (1253 m) y pico Zograf (1011 m).  El primer ascenso al monte Friesland fue realizado por los españoles Francesc Sàbat y Jorge Enrique que partieron de la Base Antártica Juan Carlos I y alcanzaron la cima el 30 de diciembre de 1991. Lyubomir Ivanov y Doychin Vasilev partiendo del Campamento Academia subieron al pico Lyaskovets el 14 de diciembre de 2004.

## Cresta Levski

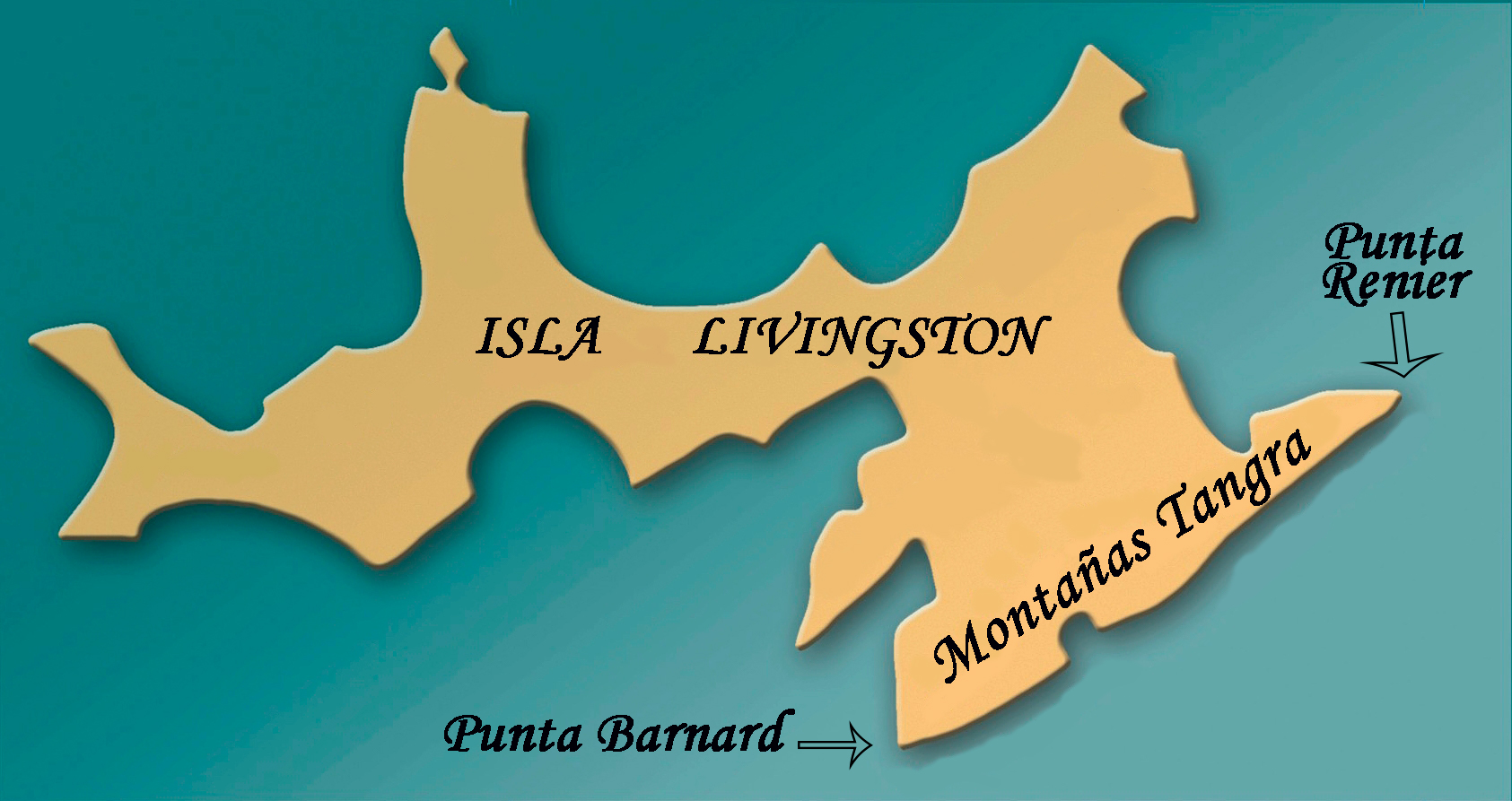
Ubicación de las montañas Tangra entre punta Barnard y punta Renier.

La cresta Levski se extiende a lo largo de 8 km entre Shipka Saddle al oeste y Devin Saddle al este, y 8 km entre Cherepish Ridge al norte Christoff Cliff al sur.
El pico Great Needle (62°40′15″S 60°03′10″O / -62.67083, -60.05278) alcanza los 1680  m y fue ascendido por primera vez el 8 de enero de 2015 por una expedición búlgara compuesta por Doychin Boyanov, Nikolay Petkov y Aleksander Shopov. Otras cimas importantes son pico Levski (1430 m), St. Ivan Rilski Col (1350 m), pico Helmet (1254 m), pico Serdica (1200 m), pico Vihren (1150 m), pico Ongal (1149 m) y pico Plovdiv (1040 m).

## Cresta Delchev
Se extiende a lo largo de 10 km entre Devin Saddle al oeste y punta Renier al este. La cumbre pico Delchev (62°38′28″S 59°56′16″O / -62.64111, -59.93778) alcanza los 940 m. Otras cimas importantes son pico Ruse (800 m), pico Asen (800 m), pico Peter (800 m), pico Kuber (770 m), pico Elena (700 m), pico Espartaco (650 m), pico Yavorov (640 m), y pico Paisiy (550 m).

## Galería de imágenes

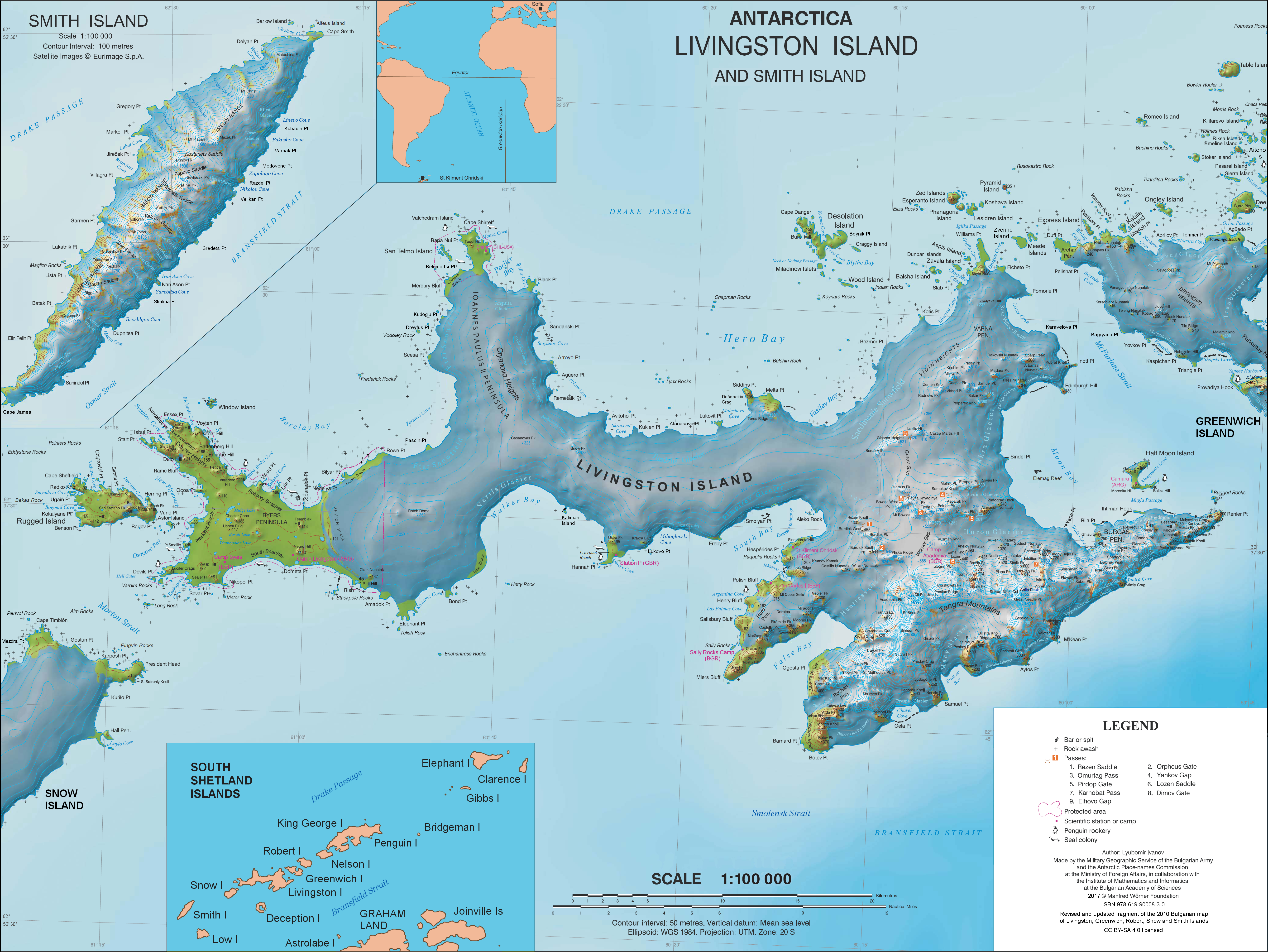
Mapa de la isla Livingstone.
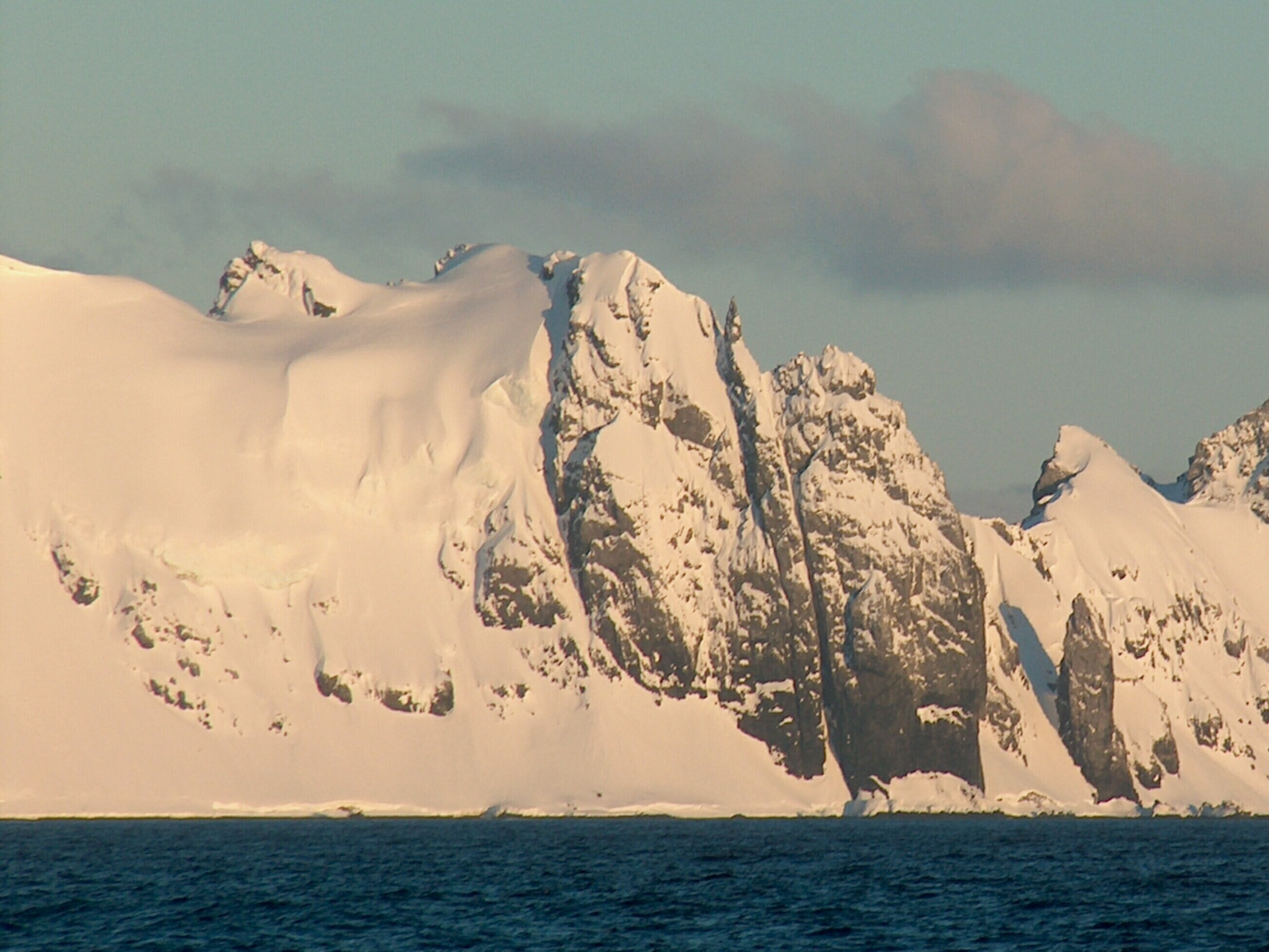
Pico Bansko
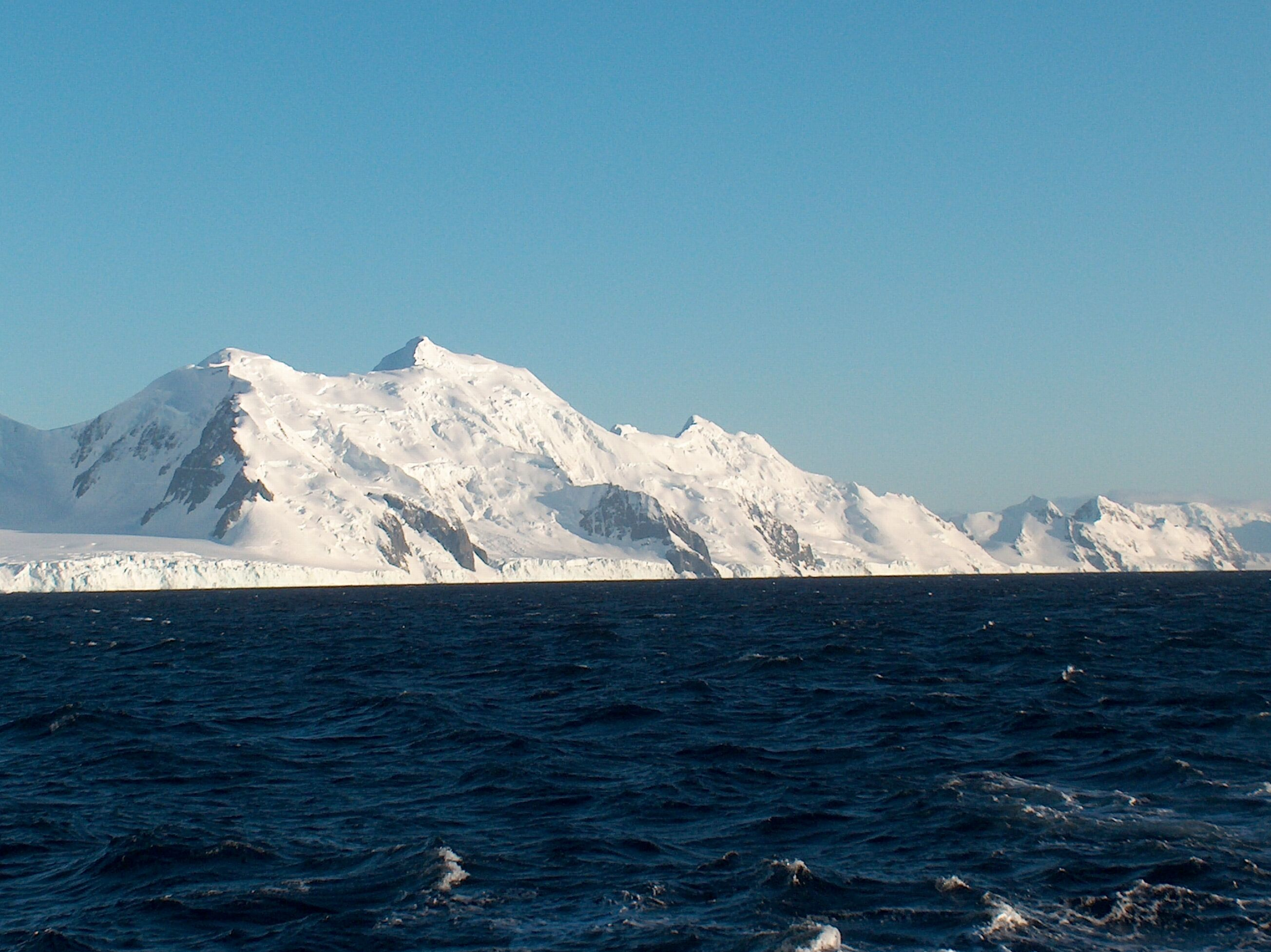
Cresta Delchev
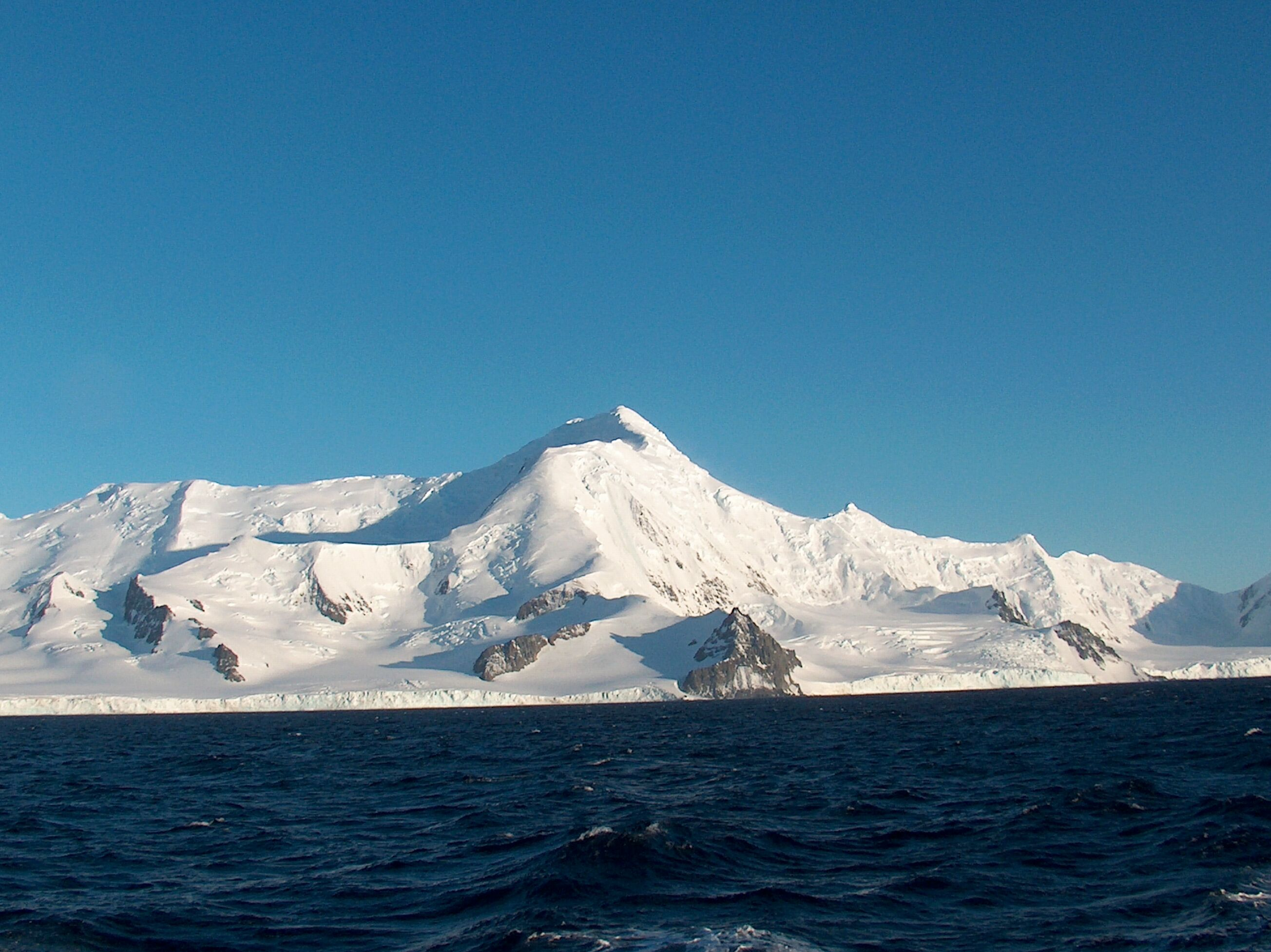
Cresta Levski con el pico Great Needle en el centro
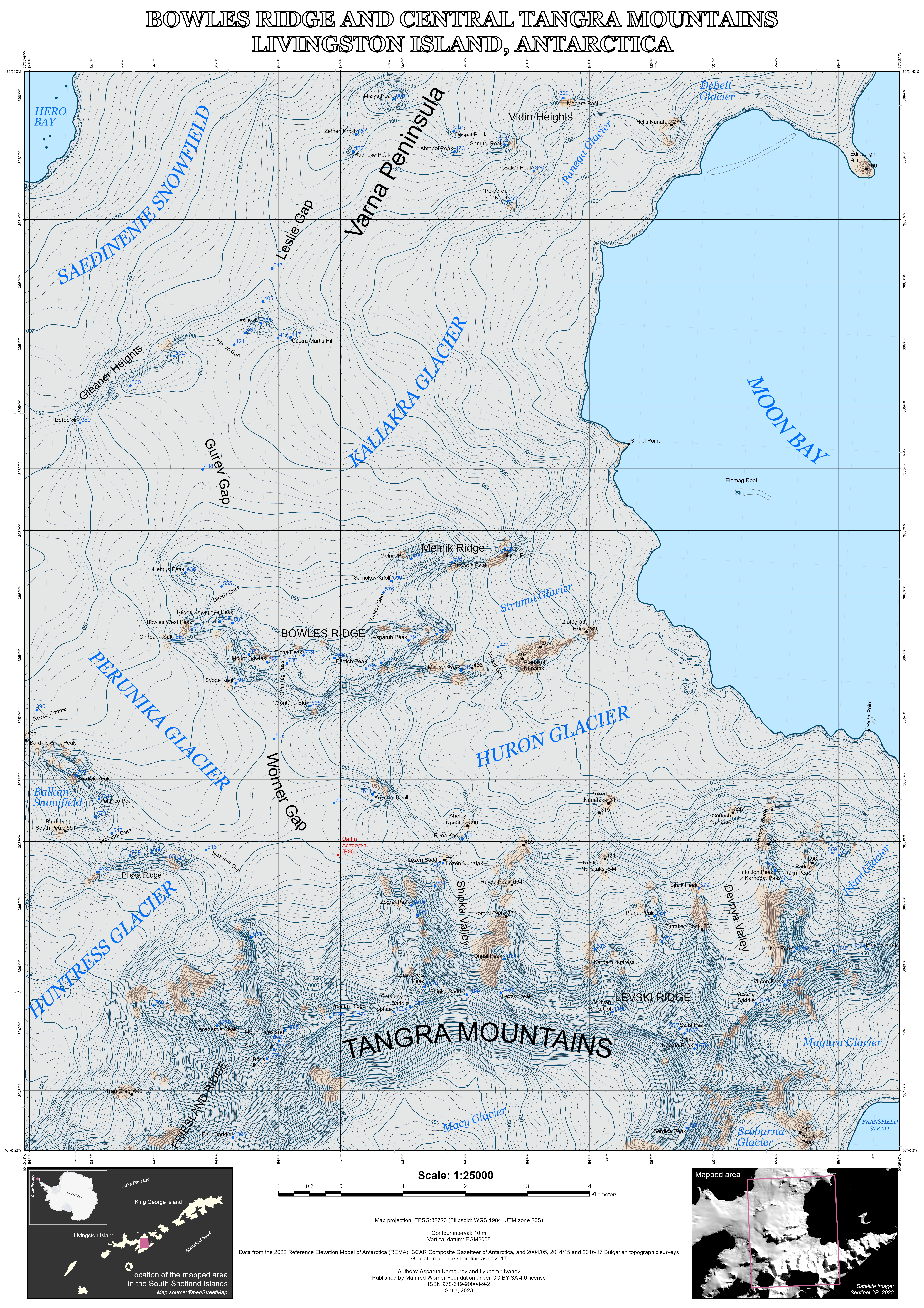
Topographic map of Bowles Ridge and central Tangra Mountains